# Macchi M.67
Dimensions
Le Macchi M.67 est un hydravion de course italien conçu par Mario Castoldi et construit par Macchi pour la Coupe Schneider de 1929.

## Conception et développement

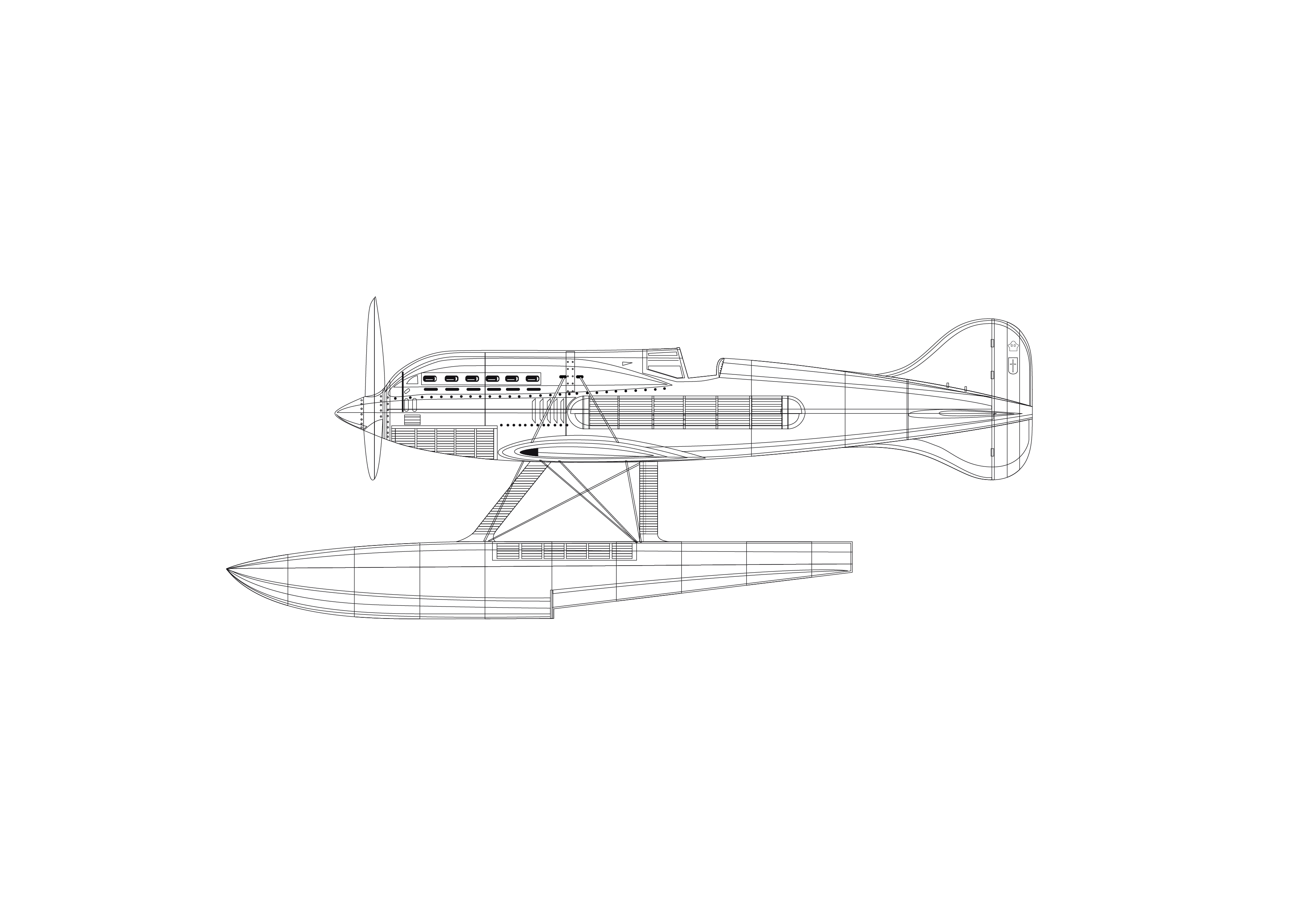
Macchi M.67

Castoldi calqua la conception du M.67 (hydravion double flotteur monoplace, aile basse monoplan) sur celle du Macchi M.39 (participation pour l’Italie à la coupe Schneider 1926 et 1927). Tout en reprenant les plans du M.39 ceux-ci furent renforcés pour accueillir le moteur W 18 cylindres Isotta-Fraschini Asso 1000 ("Ace") de 57,256 litres (3494 cu in) et 1798 ch (1341 kW). Ce moteur, beaucoup plus gros et plus puissant que le V12 Fiat AS.2 équipant le M.39, entrainait une hélice tripale avec un couple important. Afin d'augmenter la flottaison des petits flotteurs, avec une structure plus légère et moins de traînée, le combustible était transporté dans des réservoirs intégrés aux flotteurs. Pour contrer le couple élevé de l'hélice, le combustible était réparti de façon inégale dans les flotteurs, réduisant l'effet de ballant au décollage de façon spectaculaire en raison de la traînée hydrodynamique asymétrique, ce qui pouvait également provoquer du roulis une fois en l'air .
Bien que le public italien exprimât son inquiétude sur le fait que le moteur Asso 1000 n'était pas prêt pour la Coupe Schneider (Isotta-Fraschini construit 27 moteurs pour la Coupe Schneider de 1929, mais certains explosèrent au cours des essais) le ministre de l'Air italien, Italo Balbo, estima que le M.67 était la meilleure chance pour gagner la course et le choisit pour représenter l'Italie. Macchi construit trois M.67.

## Historique opérationnel
Les M.67 subirent des tests sur le lac de Garde dans le nord de l'Italie. En août 1929 le Capitaine Giuseppe Motta de la Regia Aeronautica (Force Aérienne Italienne Royale) fut tué lorsque son M.67 (immatriculé M.M.104) plongea soudainement dans le lac au cours d'un vol d'essai durant lequel il atteint 583 km/h. L'Italie demanda à l'organisateur de 1929, le Royal Aero Club, de reporter la course afin de permettre à l'Italie de corriger les défauts du M.67 et du moteur Asso 1000, mais les Britanniques refusèrent. Les Italiens décidèrent d'engager les deux M.67 survivants dans la course, malgré le risque pour leurs pilotes; Balbo annonça : « l'équipe italienne ira en Angleterre simplement pour effectuer un geste chevaleresque dans l'esprit sportif ». L'Italie engagea également un hydravion dans la course, un Macchi M.52R piloté par de Tomaso Dal Molin.

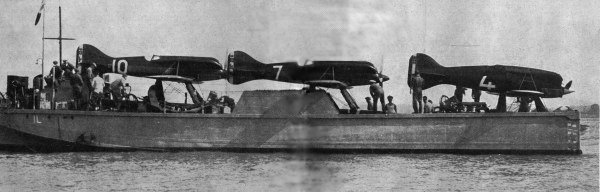
Les trois avions italiens de la Coupe Schneider de 1929. À gauche et au centre les M.67, à droite le Macchi M.52R, qui prit la deuxième place.

La course eut lieu à Calshot Cracher au Royaume-Uni et débuta le 7 septembre 1929, avec les lieutenants Remo Cadringher et Giovanni Monti sur les deux M.67 immatriculés et numérotés : M.M.103 (no 7) et M.M.105 (no 10). L'avion de Cadringher commença la course avec une impressionnante pointe de vitesse, mais dérapa dans le premier tour, remplissant le cockpit de fumée aveuglante et de vapeurs. Il effectua une rotation à grande vitesse, au dessus de la terre, complétant un tour à une vitesse moyenne de 457 km/h avant de revenir à terre, incapable de voir les pylônes de marquage des virages à cause de la fumée dans le cockpit. Monti termina le premier tour à une vitesse moyenne de 485,5 km/h, mais son radiateur se perça alors qu'il débutait le deuxième tour. Brulé par la vapeur et l'eau bouillante qui entrait dans son cockpit, Monti réussit à faire un atterrissage d'urgence puis fut emmené à l'hôpital.
De Tomaso Dal Molin sur le M.52R termina la course, prenant la deuxième place. Lors du banquet célébrant la fin de la course, Balbo dit : « Nous avons fini de jouer notre rôle en tant que sportifs. Demain notre travail en tant que concurrents va commencer. », indiquant par là que l'Italie avait l'intention d'être plus compétitive lors de la prochaine Coupe Schneider prévue pour 1931.

## Avion conservé
Un seul M.67 a été conservé. Il se trouve au Musée historique de l'aviation militaire à Vigna di Valle en Italie. Cet aéronef est le dernier produit, il est celui piloté par le lieutenant Giovanni Monti pendant la Coupe Schneider de 1929. Il est immatriculé M.M.105 et porte le numéro 10 sur le fuselage.

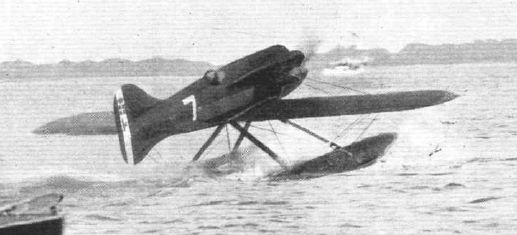
Macchi M.65 au décollage